# اتفاقية استجلاب العبيد
اتفاقية استجلاب العبيد عقد احتكاري بين التاج الإسباني والعديد من التجار لحق تقديم الأفارقة الرقيق إلى المستعمرات في الأمريكتين الإسبانية. نادرًا ما انخرطت الإمبراطورية الإسبانية في تجارة الرقيق عبر المحيط الأطلسي مباشرة من إفريقيا نفسها، واختارت بدلاً من ذلك التعاقد على الاستيراد مع التجار الأجانب من دول أكثر شهرة في ذلك الجزء من العالم؛ عادة البرتغاليون والجنويون، ولاحقًا الهولنديون والفرنسيون والبريطانيون. لم تتعلق هذه الاتفاقية بالبحر الكاريبي الفرنسي أو البريطاني بل بأمريكا الإسبانية.
قسمت معاهدة القصبات لعام 1479 المحيط الأطلسي وأجزاء أخرى من العالم إلى منطقتي نفوذ، الإسبانية والبرتغالية. استحوذ الأسبان على الجانب الغربي، فأنضبوا أمريكا الجنوبية وجزر الهند الغربية، بينما حصل البرتغاليون على الجانب الشرقي، وأنضبوا الساحل الغربي لأفريقيا - وكذلك المحيط الهندي وراءه. اعتمد الأسبان على العمال الأفارقة المستعبدين لدعم مشروعهم الاستعماري في أمريكا، لكنهم يفتقرون الآن إلى أي تجارة أو موطئ قدم إقليمي في غرب إفريقيا، المصدر الرئيسي لعمل العبيد. اعتمد الأسبان على تجار العبيد البرتغاليين لسد احتياجاتهم. وجرى التعاقد مع البنوك التجارية الأجنبية التي تتعاون مع تجار محليين أو أجانب متخصصين في الشحن. ستسعى المنظمات والأفراد المختلفون للحصول على الحق في الاحتفاظ .
كان الدافع الأصلي لاستيراد الأفارقة المستعبدين هو إعفاء السكان الأصليين للمستعمرات من متطلبات العمل للمستعمرين الإسبان. توقف استعباد الهنود الحمر بسبب تأثير الدومينيكانية مثل بارتولومي الكساسي . أبرمت إسبانيا اتفاقية فردية للتجار البرتغاليين لجلب العبيد الأفارقة إلى أمريكا الجنوبية.
بعد صلح مونستر عام 1648، انخرط التجار الهولنديون فيها. في عام 1713، مُنح البريطانيون الحق في الاتفاقية في معاهدة أوترخت ، التي أنهت حرب الخلافة الإسبانية . سلمت الحكومة البريطانية حقوقها لشركة بحر الجنوب . الاتفاقية البريطانية انتهت بمعاهدة مدريد عام 1750 بين بريطانيا العظمى وإسبانيا بعد حرب أذن جنكنز.